# Poslední Přemyslovci

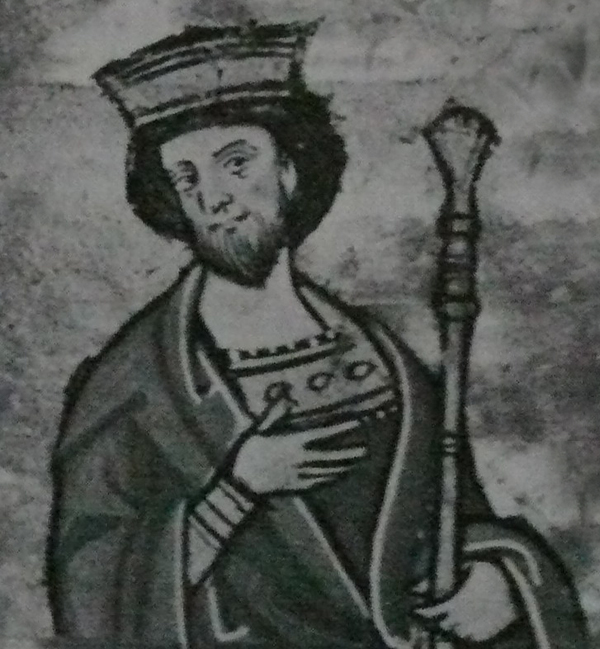
Přemysl Otakar I.
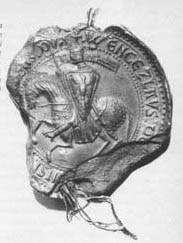
Václav I.
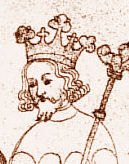
Přemysl Otakar II.
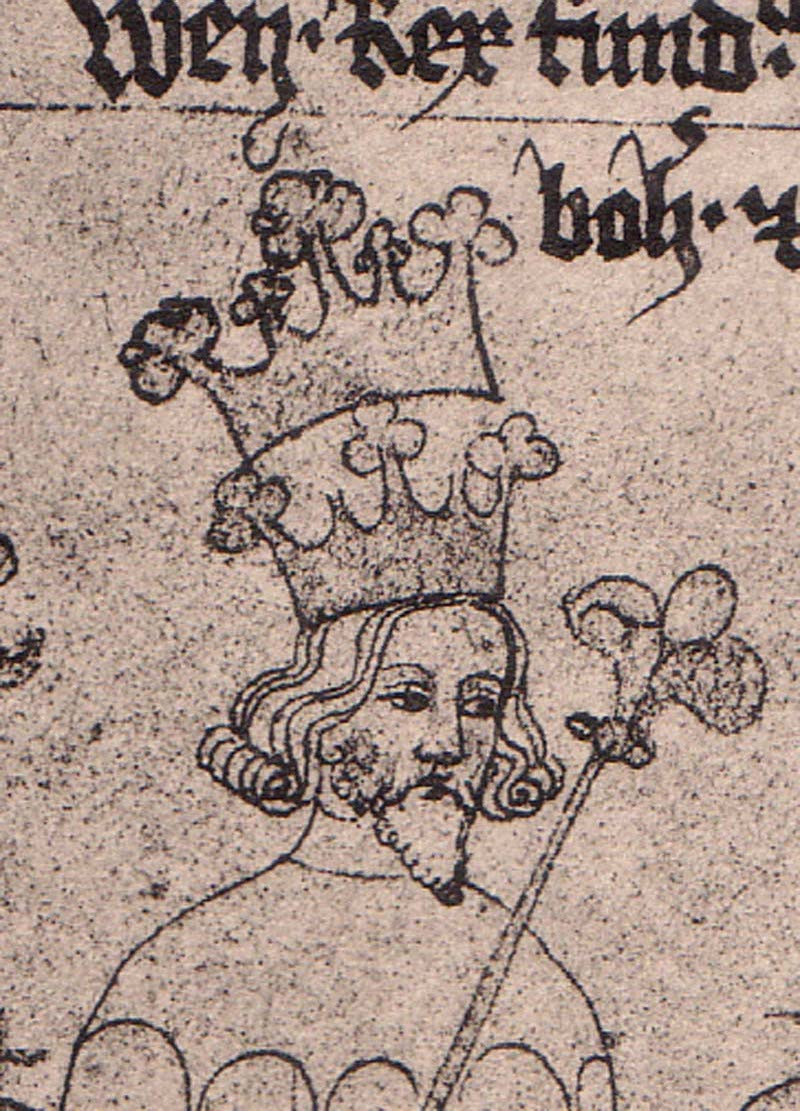
Václav II.
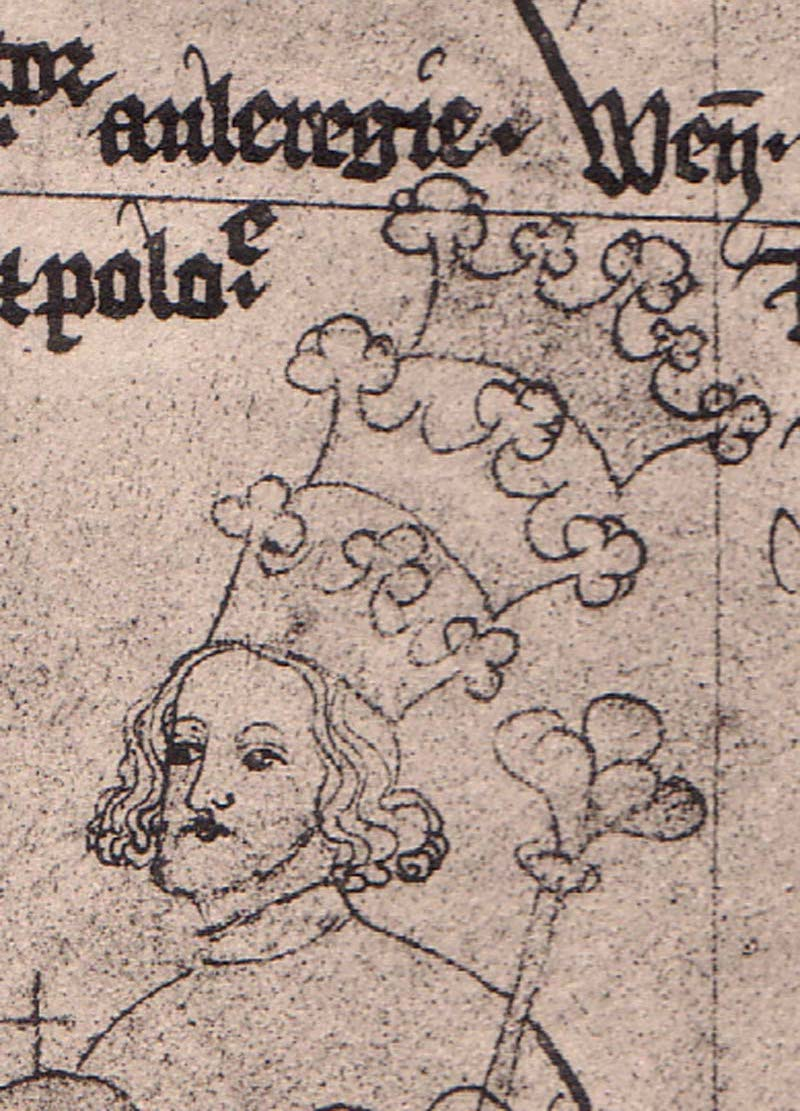
Václav III.

Jako poslední Přemyslovci se označují čeští králové vládnoucí od roku 1198 až do vymření královské linie dynastie Přemyslovců po meči roku 1306 (levobočná opavská linie vymřela až roku 1521). 
Během tohoto období dosáhli čeští panovníci největší moci, vlivu a vlastnili nejvíce území. Čechy se staly nejsilnější mocností střední Evropy, ale dostaly se i do své nejhorší situace, kdy byla od Čech odtržena Morava a Čechy drancovali Braniboři.
Jsou to:
- Přemysl Otakar I. (asi 1155–1230) – třetí český král
- Václav I. (1205–1253) – čtvrtý český král
- Přemysl Otakar II. (1233–1278) – pátý český král, vévoda rakouský, štýrský, korutanský a kraňský
- Václav II. (1271–1305) – šestý český král, 1300–1305 také polský král
- Václav III. (1289–1306) – sedmý český král, 1301–1305 uherský král Ladislav V., v letech 1305–1306 polský král

## Přemyslovští králové

Plamenná orlice Přemyslovců

Počátkem 13. století se k vládě dostává schopný diplomat Přemysl Otakar I., za jehož vlády se ze spíše okrajové země začala stávat středoevropská velmoc. 
Přemyslovští králové počínaje Přemyslem I. začali zvát do českých zemí německé kolonisty – území bylo v té době osídleno řídce, německým řemeslníkům se ti čeští nemohli rovnat a panovníkům zajistili další příjmy z daní. Zintenzivnila se kolonizace dosud neosídlených oblastí, ve 13. století se kolonizační proces posílil i o nově příchozí ze Slezska, resp. na jihu z rakouských zemí. Během 13. století také vznikla první lokovaná města, i když o aglomeracích v blízkosti hradských center plnících aspoň částečně funkce měst se uvažuje už i pro dobu dřívější. 
S vládou Václava I., Přemyslova syna, je spojena změna víceméně obranné české politiky na ofenzivní. Společně se svým synem Přemyslem se mu podařilo na čtvrt století připojit k českému království rakouské země.  
Po silném otřesu české státnosti následujícím po bitvě na Moravském poli moc v Rakousku pevně drželi Habsburkové a Přemyslův syn Václav II. obrátil svou pozornost na sever a východ, kde se mu podařilo získat polskou a uherskou korunu. Přemyslovci by ale nikdy nemohli dosáhnout všech svých úspěchů bez jihlavského a kutnohorského stříbra – v době Václava II. se v Čechách těžilo asi 40 % stříbra v Evropě. 
Jediná původní česká panovnická dynastie vymřela v hlavní linii českým, polským a uherským králem Václavem III. za nevyjasněných okolností 4. srpna 1306.

## Úspěchy
- Zlatá bula sicilská – dědičný titul pro české krále
- rakouské državy – jejich zisk a následná ztráta
- pražský groš – kvalitní platidlo rozšířené v celé vyspělé Evropě
- horní zákoník – na svou dobu velice propracovaná právní norma

## Neúspěchy
- vzpoury české šlechty
- bitva na Moravském poli – ztráta rakouských držav, smrt Přemysla Otakara II. a příchod Braniborů do Čech
- Braniboři v Čechách – období pětileté anarchie
- ztráta uherské a později i polské koruny